# Oxford Latin Dictionary
Оксфордський латинський словник (Oxford Latin Dictionary, OLD) — стандартний латинсько-англійський словник. Видавний у 1968—1982 роках у видавництві Oxford University Press. Головний редактор — П. Глер. Присвячений класичній латині. Базується на писемних джерелах до 200 н.е. Робота над словником тривала з 1933 року. Репритне видання з виправленнями — 1996 року. 2-е видання — 2012 року. Також — Оксфордський словник латинської мови.

## Видання
- Oxford Latin Dictionary. ed. P. G. W. Glare. Oxonii: Clarendon Press, 1968-1982.